# Bruchidius fallaciosus
Bruchidius fallaciosus là một loài bọ cánh cứng trong họ Bruchidae. Loài này được Lablokov-khnzorian miêu tả khoa học năm 1959.